# Federazione pallavolistica della Cina
La Federazione cinese di pallavolo (eng. China Volleyball Association, zh 中国排球协会, CVA) è un'organizzazione fondata nel 1953 per governare la pratica della pallavolo in Cina.
Organizza il campionato maschile e femminile, e pone sotto la propria egida la nazionale maschile e femminile.
Ha aderito alla FIVB nel 1953.